# Žeje pri Komendi
Žeje pri Komendi so naselje v Občini Komenda.

## Zgodovina
V starih listinah se Žeje pri Komendi prvič omenjajo leta 1322. Takrat je vitez Konrad iz Velikovca prodal redovnicam mekinjskega samostana svojo kmetijo v Žejah. Leta 1344 je Gerloh s Kolovca poleg kmetij v drugih krajih podaril za svojo nečakinjo, ki je bila redovnica v Mekinjah, tudi kmetijo v Žejah. Štiri leta kasneje pa je enako storil Gal Gallenberški, ko je samostanu v Mekinjah poklonil kmetijo in kmeta Erka v Žejah.